# Gold Coast Football Club
Els Gold Coast Suns són un equip de futbol australià de la Gold Coast, Queensland. Competeixen a l'Australian Football League (AFL). El club també té un equip a l'AFL Women's (AFLW) i a la Victorian Football League (VFL).